# Шарич, Даниел
Даниэл Шарич (исп. Daniel Šarić; 4 августа 1972, Риека, Югославия) — хорватский футболист, полузащитник известный по выступлениям за «Динамо» Загреб и сборной Хорватии. Участник Чемпионата мира 2002 года.

## Клубная карьера
Шарич — воспитанник клуба «Риека» из своего родного города. В 1989 году он дебютировал за основную команду в первенстве Югославии. Отыграв сезон на родину он переехал в Испанию, где начал выступать за хихонский «Спортинг». Даниэл выступал в Ла Лиге на протяжении двух сезонов, после чего вернулся на родину приняв приглашение загребского «Динамо». В составе нового клуба он пять раз выиграл чемпионат Хорватии. В 2000 году Шарич перешёл в греческий «Панатинаикос». В Греции Даниэл провел три сезона, после чего вернулся в Хорватию, где после четырёх сезонов завершил карьеру в родном клубе.

## Международная карьера
11 октября 1997 года в матче отборочного турнира Чемпионата мира 1998 против сборной Словении Шарич дебютировал за сборную Хорватии. В 2002 году Даниэл попал в заявку национальной команды на участие в Чемпионате мира в Японии и Южной Корее. На турнире он сыграл в поединках против сборных Эквадора, Италии и Мексики.

## Достижения
«Динамо» Загреб
- Чемпион Хорватии (5): 1994/95, 1995/96, 1996/97, 1997/98, 1998/99